# Rüdiger Haas
Pour les articles homonymes, voir Haas.
Rüdiger Haas, né le 15 décembre 1969 à Eberbach, est un ancien joueur de tennis professionnel allemand.

## Carrière
En 1988, âgé de 18 ans, il remporte le tournoi de Francfort à sa deuxième participation à un tournoi ATP. Associé à Goran Ivanišević qui est âgé seulement de 17 ans, il élimine la paire Rick Leach/Jim Pugh en demi-finale, tenant du titre de l'Open d'Australie. Il a remporté un autre titre sur le circuit Grand Prix en 1989 à Palerme aux côtés de Peter Ballauff.
En 1991, il se qualifie pour le tournoi Championship Series de Hambourg et atteint le second tour à Moscou.
En 1992, il décroche un autre titre en double, cette fois-ci sur le circuit secondaire Challenger à Fürth avec Udo Riglewski.

## Palmarès

### Titres en double (2)
| No | Date       | Nom et lieu du tournoi                       | Catégorie  | Dotation  | Surface         | Partenaire       | Finalistes                     | Score         |  |
| -- | ---------- | -------------------------------------------- | ---------- | --------- | --------------- | ---------------- | ------------------------------ | ------------- |  |
| 1  | 17-10-1988 | Frankfurt Cup Francfort                      | Grand Prix | 140 000 $ | Moquette (int.) | Goran Ivanišević | Jeremy Bates Tom Nijssen       | 1-6, 7-5, 6-3 |  |
| 2  | 25-09-1989 | Campionati Internazionali di Sicilia Palerme | Grand Prix | 225 000 $ | Terre (ext.)    | Peter Ballauff   | Goran Ivanišević Diego Nargiso | 6-2, 6-7, 6-4 |  |